# Neoramia crucifera
Neoramia crucifera är en spindelart som först beskrevs av Henry Roughton Hogg 1909.  Neoramia crucifera ingår i släktet Neoramia och familjen trattspindlar. Inga underarter finns listade i Catalogue of Life.